# Johannes Samuel Lymann
Johannes Samuel Lymann (1742-1769) var en dansk kobberstikker. Han blev malersvend og for kongelig regning uddannet til kobberstikker hos J.M. Preisler. Lymann udførte bl.a. et portræt af Jens Schielderup Sneedorff (1764).

## Ekstern henvisning
- Dansk Biografisk Lexikon / X. Bind, s. 525 (Runeberg)